# Primal Kitchen
 (février 2024).
Primal Kitchen est une marque alimentaire américaine spécialisée dans les ingrédients, les condiments et les sauces. Elle a été fondée par Morgan Buehler et Mark Sisson en 2015. Il appartient à Kraft depuis 2018.

## Histoire
Mark Sission a dirigé Mark's Daily Apple en tant que blog, et lui et Morgan Buehler ont trouvé l'entreprise pour se spécialiser dans des versions plus saines d'aliments qui ne le sont pas, et pour créer des sauces et des condiments,.  En 2018, Kraft a acheté Primal Nutrition, LLC et la marque pour 200 millions de dollars et devait générer 50 millions de dollars de bénéfices. "Le partenariat proposé avec Primal Kitchen est conforme à la vision de Kraft Heinz d'être la meilleure entreprise alimentaire, développant un monde meilleur. L'équipe de Primal Kitchen a construit un portefeuille incroyable d'aliments de base de garde-manger les plus savoureux et les plus sains au monde." Paulo Basilio, le président de Kraft-Heinz a déclaré dans une interview.
En 2023, Ana Goettsch a lancé une campagne dans l'espoir de toucher les clients de la génération Z et de toucher la clientèle en faisant de la publicité sur les plages pour l'été. Plus tard, ils se sont associés à Mighty Quinn pour créer les côtes hawaïennes de Mighty Quinn pendant un temps limité.